# Chrystal Herne
Katherine Chrystal Herne (16 de junio de 1883 – 19 de septiembre de 1950) fue una actriz de teatro estadounidense. Era hija del actor/dramaturgo James A. Herne y la hermana menor de la actriz y cazatalentos de Hollywood Julie Herne. Entre sus créditos teatrales se incluye la creación del papel protagonista en la producción original de Broadway de la obra ganadora del Premio Pulitzer de George Kelly, Craig's Wife (1925).

## Biografía

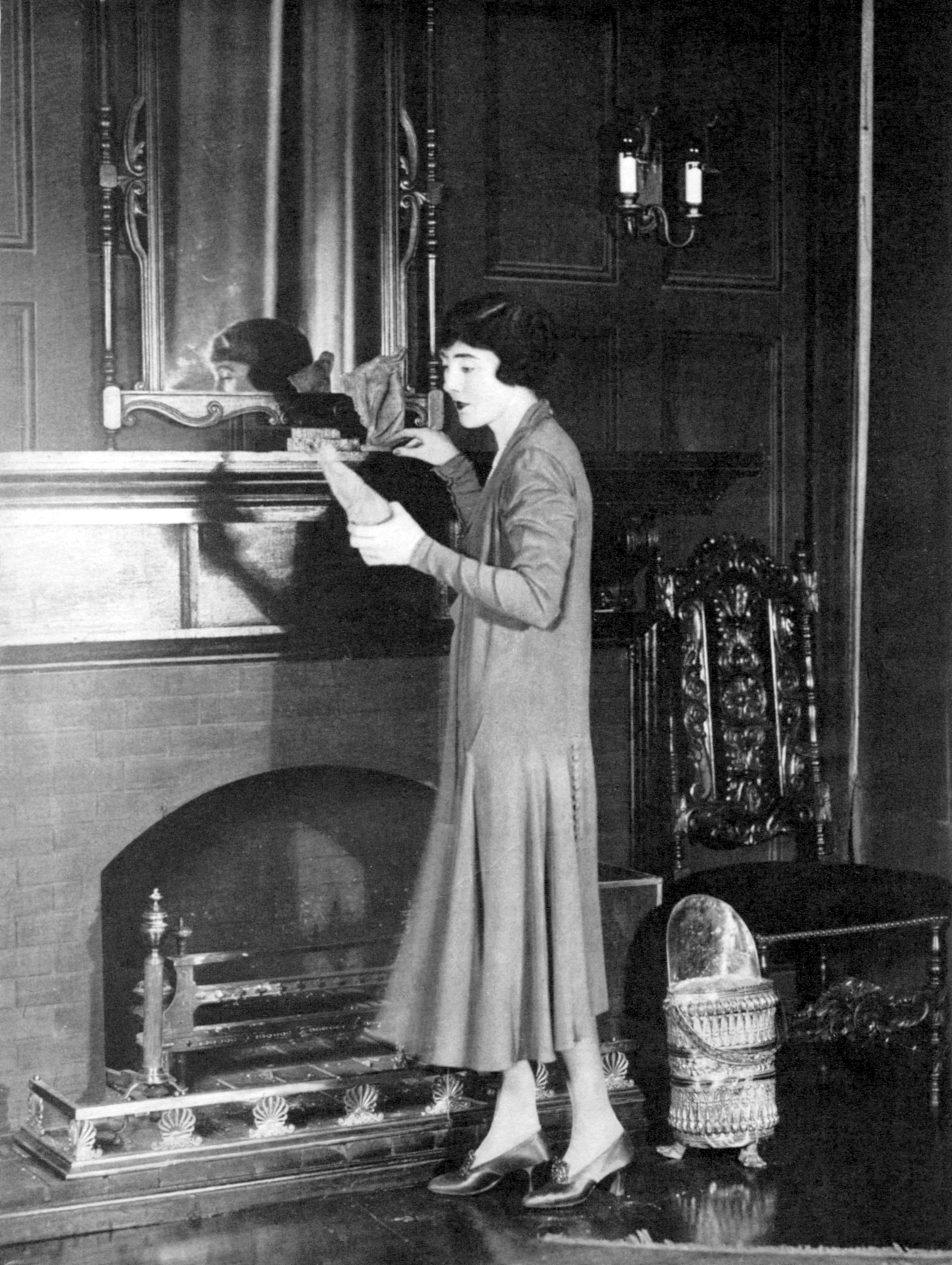
Chrystal Herne en la producción original de Broadway Craig's Wife (1925)

Katherine Chrystal Herne, la hija mediana de James A. Herne y Katherine Corcoran, nació en Dorchester, Massachusetts, el 16 de junio de 1883. Debutó en los escenarios en Washington D. C. a los 16 años interpretando a Sue Hardy en la obra de su padre, The Reverend Griffith Davenport. Durante las dos temporadas siguientes interpretó a Jane Cauldwell en Sag Harbor, la última obra de su padre. Sag Harbor fue un asunto familiar, ya que Herne y sus hijas Julie y Chrystal interpretaron los papeles principales. James Herne falleció poco después, a principios de junio de 1901.
Tras la muerte de su padre, Chrystal actuó una tercera temporada en Sag Harbor, aunque esta vez asumiendo el papel de su hermana como la heroína Martha Reese. Más tarde, esa misma temporada, interpretó a Helen Berry en una de las obras más conocidas de su padre, Shore Acres. Se unió a E. H. Sothern en 1903 interpretando a Huguette en If I Were King y a Gertrude en Hamlet. A principios de 1905 obtuvo un gran éxito en las representaciones matinales especiales de Richter's Wife, en la que interpretó a la celosa esposa de un famoso director de orquesta molesta por el interés de este en una joven protegida interpretada por su hermana, Julie Herne, que también escribió la obra.
Chrystal fue recordada por interpretar el papel protagonista en la producción de Arnold Daly de "Candida", de Shaw, durante la temporada 1905–06, y por interpretar a Vera Revendal junto a Walker Whiteside en The Melting Pot, de Israel Zangwill, que se estrenó en 1908 en el Columbia Theatre de Washington D. C. Tuvo una buena acogida interpretando a Diana junto a Dustin Farnum en una reposición de The Squaw Man en el Broadway Theatre en 1911 y, más adelante en su carrera, interpretando el papel protagonista en Craig's Wife junto a Charles Trowbridge, producida en el Morosco Theatre en 1925. Apareció en casi 40 producciones de Broadway a lo largo de su carrera. Su última actuación fue como Beatrice Crandall en A Room in Red and White, representada en el 46th Street Theatre en enero y febrero de 1936.

## Muerte
Chrystal Herne falleció 14 años después, el 19 de septiembre de 1950, tras un mes de enfermedad en la Phillips House, un centro de cuidados privado del Hospital General de Massachusetts en Boston. Fue incinerada. Le sobrevivió su marido, Harold S. Pollard (1878-1953), antiguo redactor jefe del New York World.

## Familia
Además de su marido, dejó atrás a su hermana Julie y a su hermano menor, John Temple Herne (1894–1966). John Herne actuó en el teatro en su juventud, sirvió como alférez en la Marina de los Estados Unidos durante la Primera Guerra Mundial y más tarde trabajó para Charles Scribner's Sons. Está enterrado en el Long Island National Cemetery en Farmingdale, Nueva York. Su hermana menor, Dorothy Lucille Herne, falleció antes que ella, en 1921. Dorothy, que había actuado en el teatro durante un tiempo, se casó con Montrose Jonas Moses, crítico teatral, dramaturgo y autor de libros infantiles. Chrystal Herne también tenía una hermana mayor, Alma, que murió joven. Su madre, Katherine Corcoran Herne, era originalmente una actriz que su padre conoció mientras actuaba en San Francisco. El nombre de Chrystal provenía del papel de su madre en Hearts of Oak, escrita en 1879 por James Herne y David Belasco. Katherine Corcoran Herne murió a los 86 años en 1943.